# Keelung

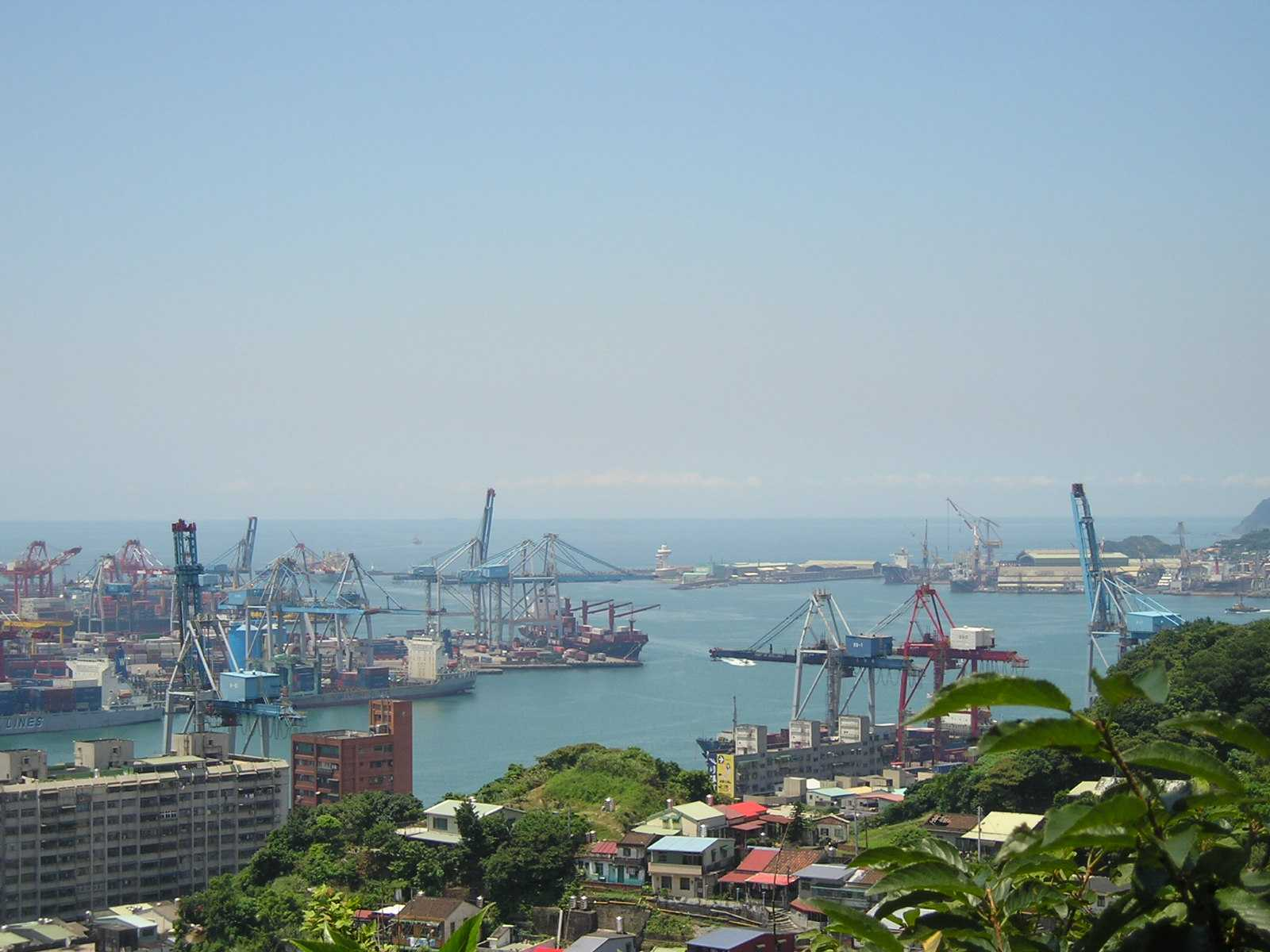
Veduta del porto di Keelung

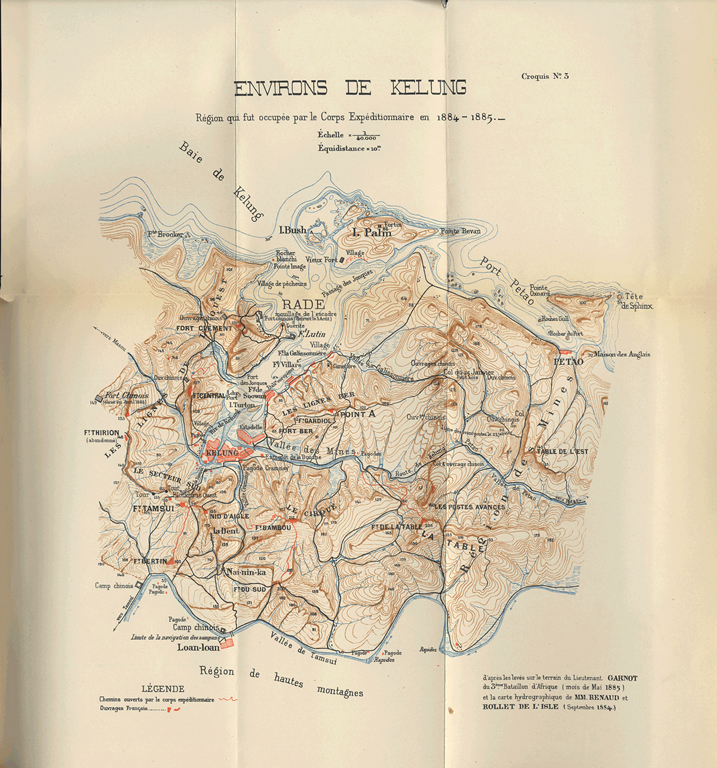
Keelung Port Croquis (in 1894)

Keelung (anche Jilong o Chilung) è un'importante città portuale di Taiwan (la seconda dopo Kaohsiung). Confina con la municipalità di Nuova Taipei.  Keelung è attualmente una città della provincia di Taiwan, Repubblica di Cina.

## Toponimo
La città di Keelung era conosciuta anche come Kelung nel mondo occidentale nel corso del XIX secolo. Tuttavia, il popolo di Taiwan ha da tempo chiamato la città Kelang (lingua taiwanese: Ke-lang, caratteri cinesi: 鸡笼, che significa gabbia di gallo). È stato ipotizzato che il nome "Keelung"  derivi dal monte locale che ha la forma di una gabbia di gallo. Tuttavia, è più probabile che il nome derivi dai primi abitanti della regione (Ketagalan) , come lo sono i nomi di molte altre città di Taiwan.
Sotto il dominio giapponese (1895-1945), la città era conosciuta con il nome di Kirun, Kiirun o Kīrun. Nel mandarino moderno, lingua ufficiale della Repubblica di Cina, il nuovo nome viene letto JILONG, anche se i locali hanno continuato a chiamare la città Ke-lang.

## Storia
Keelung fu abitata per prima dai Ketagalan, una tribù di aborigeni di Taiwan. Il suo primo contatto con l'Occidente fu con gli spagnoli all'inizio del XVII secolo: questi costruirono un forte utilizzato come avamposto nelle Indie Orientali. Dal 1642 al 1661 e dal 1663 al 1668, Keelung fu sotto il controllo olandese.
Nel 1924 divenne una città delle prefettura di Taipei. Nel 1968 si aprirono delle miniere di carbone.

## Distretti
| Keelung ha 7 distretti (區 Qu): | Distretti |        | Popolazione | Superficie |
|                                 |           |        | al 2009     | km²        |
| ■ Distretto di Jhongjheng       | 中正區    | 56.635 | 10,2118     |            |
| ■ Distretto di Jhongshan        | 中山區    | 51.755 | 10,5238     |            |
| ■ Distretto di Ren'ai           | 仁愛區    | 50.475 | 4,2335      |            |
| ■ Distretto di Sinyi            | 信義區    | 51.436 | 10,6706     |            |
| ■ Distretto di Anle             | 安樂區    | 85.093 | 18,0250     |            |
| ■ Distretto di Nuannuan         | 暖暖區    | 38.184 | 22,8283     |            |
| ■ Distretto di Cidu             | 七堵區    | 5.518  | 56,2659     |            |

## Società

### Evoluzione demografica
| Anno         | Popolazione | Note                                                  |
| ------------ | ----------- | ----------------------------------------------------- |
| 1840         | 700         |                                                       |
| 1897         | 9.500       |                                                       |
| 1924         | 58.000      |                                                       |
| 1943         | 100.000     |                                                       |
| 1944         | 92.000      | Decremento dovuto alla guerra                         |
| 1948         | 130.000     | Flusso migratorio proveniente dalla Cina continentale |
| 1971         | 330.000     |                                                       |
| dopo il 1990 | 347.828     |                                                       |

## Amministrazione

### Gemellaggi
Keelung è gemellata con :
- Bacolod
- Atollo di Bikini
- Campbell
- Corpus Christi
- Davao
- East London
- Marrickville
- Miyakojima
- Rosemead
- Salt Lake City
- Thunder Bay
- Yakima